# 蒙泰蒙
蒙泰蒙（法語：Montaimont，法語發音：[mɔ̃tɛmɔ̃]）是法国萨瓦省的一个旧市镇，属于圣让德莫里耶讷区。2017年，蒙泰蒙与市镇圣费朗索瓦-隆尚和蒙热拉夫雷合并为新的圣弗朗索瓦-隆尚。

## 地理
蒙泰蒙（45°22'17"N, 6°20'49"E）面积28.35 平方千米，位于法国奥弗涅-罗讷-阿尔卑斯大区萨瓦省，该省份为法国东部省份，历史上为薩伏依的一部分，北起上萨瓦省，西接伊泽尔省和安省，南部和东部与上阿尔卑斯省和意大利接壤。
与蒙泰蒙接壤的市镇（或旧市镇、城区）包括：蒙韦尔尼耶、圣阿夫尔、圣弗朗索瓦-隆尚、圣让德贝尔维尔、圣马丹叙拉尚布尔。

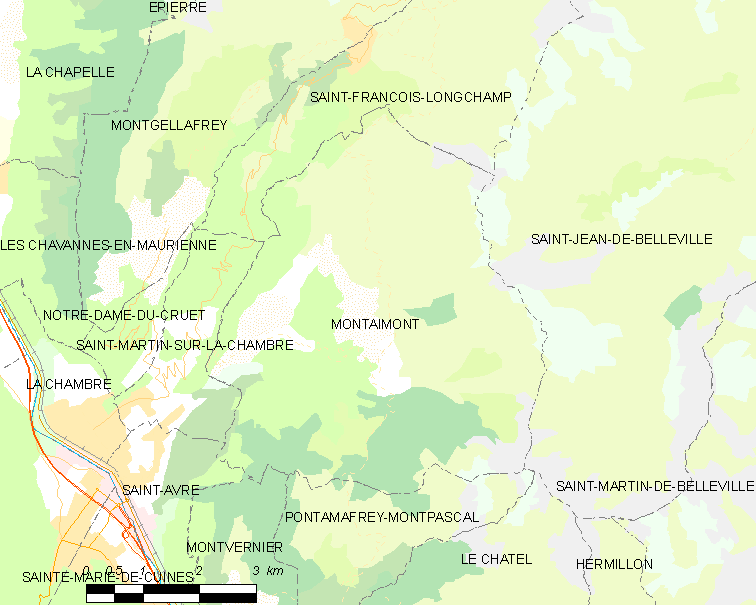
蒙泰蒙的OSM定位图

蒙泰蒙的时区为UTC+01:00、UTC+02:00（夏令时）。

## 行政
蒙泰蒙的邮政编码为73130，INSEE市镇编码为73163。

## 政治
蒙泰蒙所属的省级选区为圣让德莫里耶讷县。

## 人口

1962-2008年间蒙泰蒙人口变化图示

蒙泰蒙于2018年1月1日时的人口数量为137人。